# Jan Szczygielski
Jan Szczygielski (ur. 8 czerwca 1943 w Świdrach) – polski polityk, samorządowiec i urzędnik, poseł na Sejm X kadencji.

## Życiorys
Ukończył w 1966 studia na Uniwersytecie Marii Curie-Skłodowskiej w Lublinie. W latach 1970–1972 był przewodniczącym powiatowego komitetu kultury fizycznej i turystyki w Łukowie, następnie pracował jako nauczyciel w liceum ogólnokształcącym w Łukowie. Od 1978 pełnił funkcję kierownika wydziału kultury w urzędzie miasta, a od 1988 był zastępcą naczelnika miasta.
Należał do Zjednoczonego Stronnictwa Ludowego, pracował w jego powiatowych komitetach w Lublinie i Łukowie, gdzie pełnił również funkcję prezesa miejskiego komitetu. Należał do prezydium wojewódzkiego komitetu ZSL w Siedlcach. W 1989 został wybrany na posła na Sejm kontraktowy z okręgu garwolińskiego. W trakcie kadencji pełnił funkcję zastępcy przewodniczącego Komisji Młodzieży, Kultury Fizycznej i Sportu. W 2001 bez powodzenia kandydował do Senatu w okręgu lubelskim.
Pomiędzy styczniem 1999 a listopadem 2002 zajmował stanowisko starosty łukowskiego. Do 2006 zasiadał w radzie tego powiatu, w wyborach samorządowych w 2006 nie został ponownie wybrany. Pozostał członkiem Polskiego Stronnictwa Ludowego. Przed przejściem na emeryturę był starszym inspektorem w Powiatowym Urzędzie Pracy w Łukowie.

## Odznaczenia
- Srebrny Krzyż Zasługi (1984)
- Medal 40-lecia Polski Ludowej